# Каток, Лев Бенционович
Лев Бенционович Каток (22 августа 1904, Новгород-Северский — 15 июля 1970, Киев) — украинский советский архитектор.

## Биография
Лев Бенционович Каток родился 22 августа 1904 года в Новгороде-Северском. В 1930 году он окончил Киевский художественный институт. С 1931 по 1933 год работал в киевском институте «Военпроект».
С 1933 года работал в институте «Горсстройпроект». С 1942 по 1944 год работал главным инженером на строительстве в Новотроицке. С 1944 по 1946 год работал главным архитектором проекта и главным архитектором в институте «Горсстройпроект». С 1946 по 1949 год работал в Москве в «Союзтопстройпроекте» главным архитектором.
В 1949 году Лев Каток возвращается в Киев где работает руководителем архитектурной мастерской № 2 «Киевпроекта». Продолжая работать в «Киевпроекте» в 1963—1964 годы он преподавал в КИСИ.
Скончался 15 июля 1970 года в Киеве.

## Избранные реализованные проекты
- Шесть кварталов домов в городе Кузнецк (1934);
- Жилой дом по ул. Красноармейской № 12 в Киеве (1951)[3];
- Семиэтажное офисное здание по ул. Красноармейской № 2 в Киеве (1957—1959);
- Жилой дом по ул. М. Заньковецкой в Киеве (1951—1953);
- Реконструкция Национальной музыкальной академии Украины имени П. И. Чайковского и достройка концертного зала (1955—1958)[4].
- Главный корпус Киевского инженерно-строительного института (1962—1965).
- Корпус КНУ по улице Васильковской (1968)[5].